# Âtre
Pour les articles homonymes, voir Cheminée (homonymie) et Foyer.

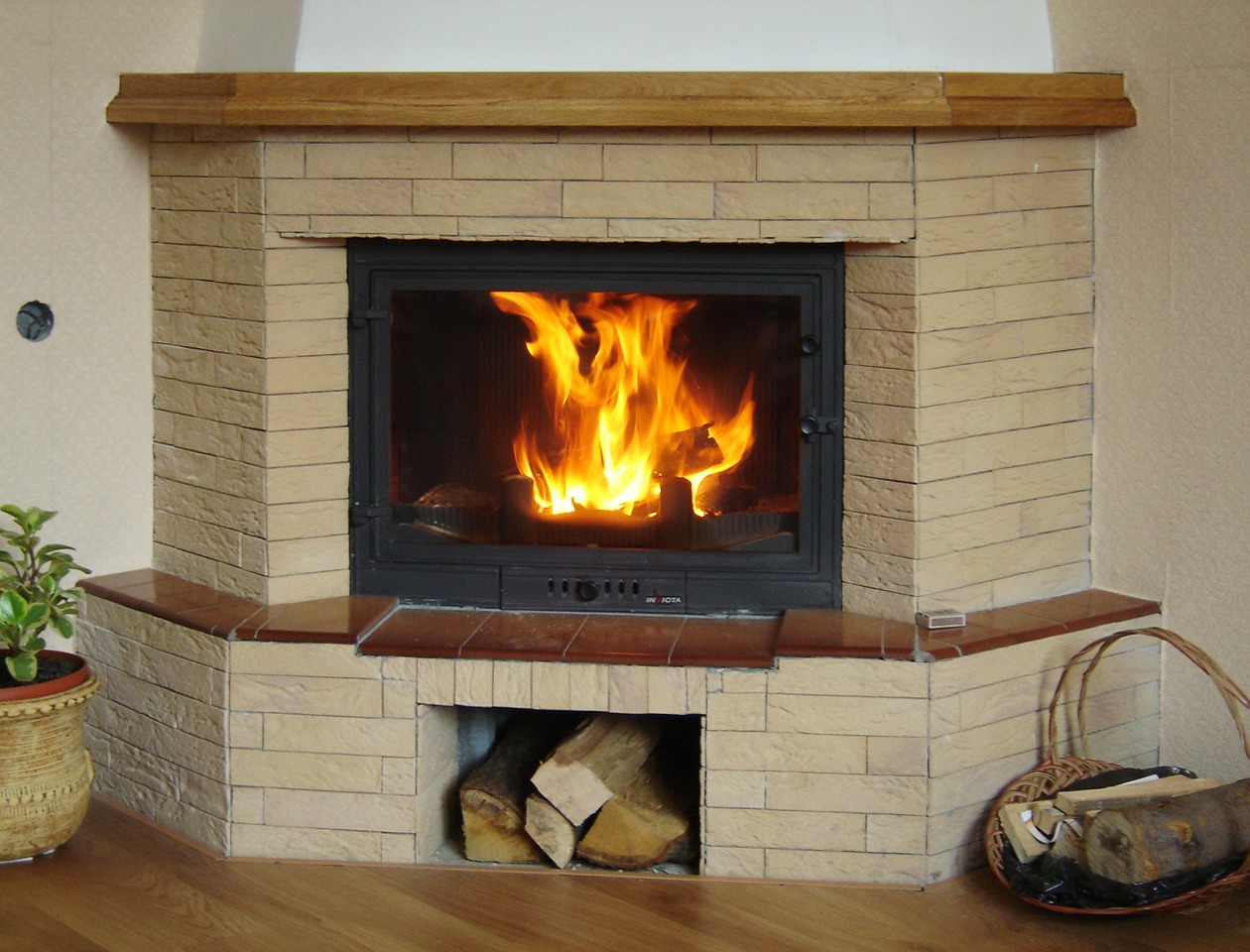
Cheminée ornementale d’appartement avec insert.

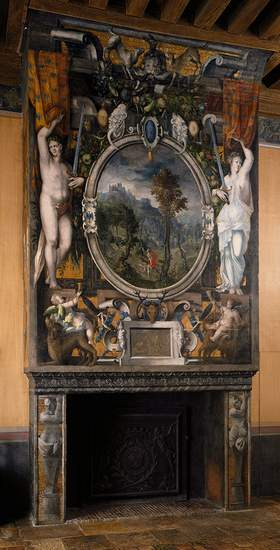
L'une des nombreuses cheminées peintes du château d'Écouen, XVIe siècle.

L’âtre, ou foyer, est l'endroit où l'on fait le feu dans les maisons. Il est appelé par métonymie « cheminée ».
Historiquement, le foyer (l'âtre, la cheminée) est le point central d'une habitation, dans la mesure où il procure la chaleur et permet de faire la cuisine.
En archéologie, trouver les traces d'un foyer permet généralement de déterminer nombre d'informations sur l'habitat et les habitudes des personnes vivant dans un lieu donné, en fonction de sa taille, de sa position dans l'espace par rapport aux limites de l’habitat et de son ancienneté (mesurées d'après la profondeur à laquelle il est découvert ou au carbone 14).

## Définitions et vocabulaire
L'âtre était la partie d'un plancher au droit d'une cheminée sur laquelle on faisait le feu; aussi la partie intérieure de la cheminée. On disait encore âtre d'un four, âtre relevé ou faux âtre - celui fait en briques ou formé d'une plaque de fonte élevée sur des tasseaux au-dessus du plancher.
On peut donc distinguer:
- L'âtre, le foyer, (la cheminée) - feu ouvert ou un fourneau en partie fermé qui communique avec un conduit vertical, très souvent adossé à un mur ou à plusieurs parois, aménagé dans un bâtiment en dur et souvent visible de l'extérieur en partie supérieure.
- Le conduit, construit en dur, qui véhicule et confine les fumées, la vapeur d'eau, les autres gaz de combustion, éventuellement toxiques, d'un quelconque foyer, ouvert ou fermé, brûlant, afin de les évacuer ou, plus rarement, de les traiter.

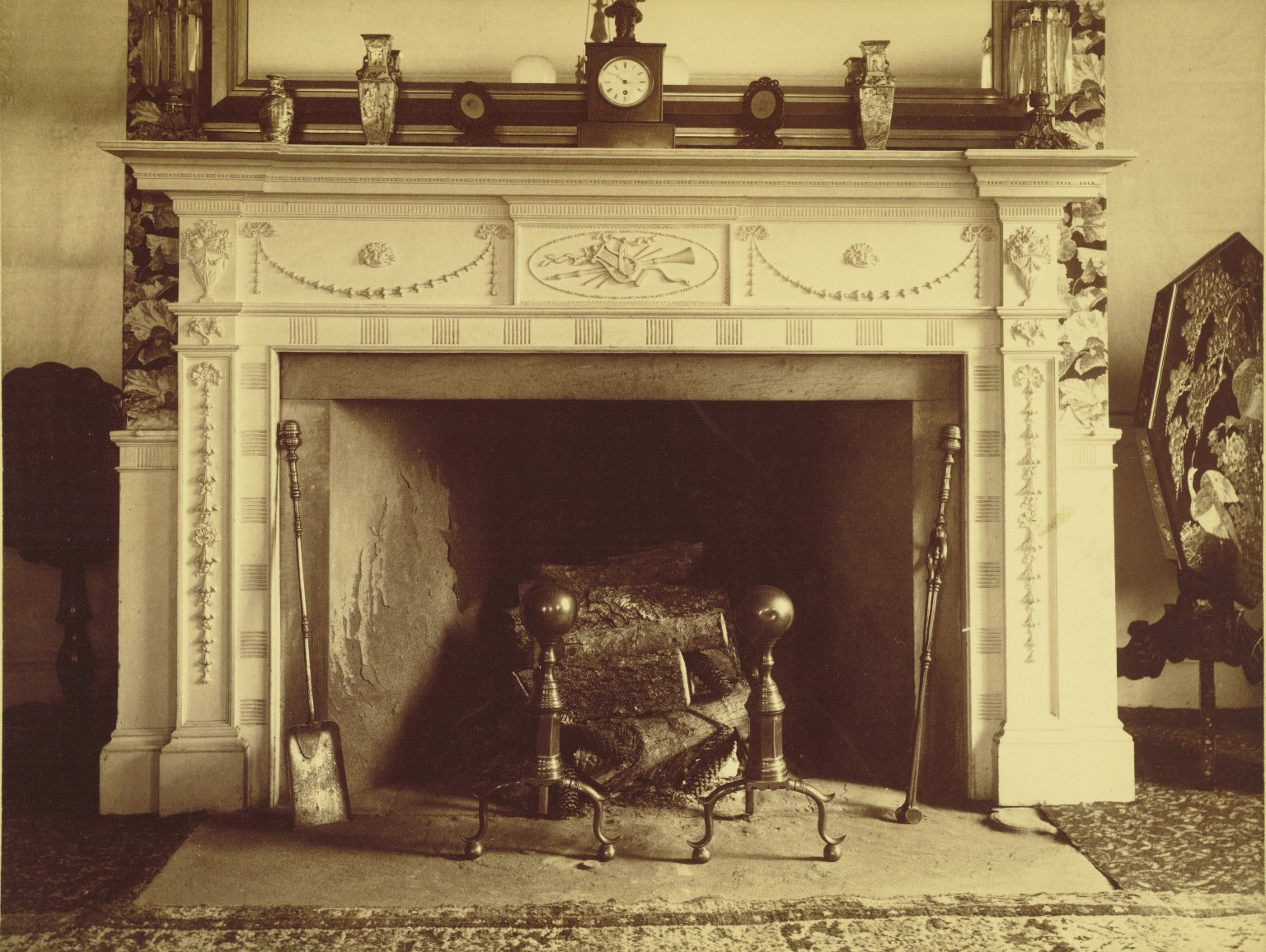
Foyer typique à Salem, aux États-Unis.

Un foyer est constitué de divers éléments qu'on retrouve d'un foyer à l'autre.
- Âtre : ouverture liée au conduit, dans laquelle on fait le feu.
- Contrecœur : paroi du fond du foyer, fabriquée en pierres, en briques ou en métal (appelée aussi bretagne dans ce cas).
- Ébrasements : les côtés du foyer à l'intérieur de l'âtre.
- Jambages : montants verticaux soutenant la plate-bande et déterminant la hauteur de l'âtre.
- Plate-bande : aussi appelée linteau, la plate-bande délimite la partie supérieure du foyer.
- Manteau : ouvrage de finition entourant le foyer (jambages et plate-bande).

### Accessoires de foyer
- Chenets : pour soutenir les bûches et permettre à la cendre de tomber sans étouffer les braises.
- Pelle : pour ramasser la cendre et le bois non consumé.
- Tisonnier : permet de remuer les bûches pour favoriser la circulation de l'air et la combustion.
- Pinces : servent à attraper les bûches pour les déplacer.
- Soufflet : souffle la cendre pour ranimer les braises.
- Pare-étincelles : un grillage métallique placé devant le foyer ou des portes vitrées pour empêcher les étincelles de sortir du foyer et provoquer un incendie.

## Histoire
L'art de construire et d'entretenir des cheminées, par exemple par ramonage, apparaît avec la civilisation de la céramique, en particulier gallo-romaine. Il s'agit d'un art associé aux centres de domaines,villae ou "fundi", construits en pierre dure ou en briques, ou, à défaut, à des corporations techniques des principaux métiers du feu. Les maisons élémentaires en bois ou en matériaux locaux traditionnels n'ont souvent qu'un foyer ouvert au centre de la pièce à vivre avec un plafond troué.
La cheminée murale, associée aux vastes bâtiments en dur des îlots de pouvoir, ne réapparaît ou se développe véritablement en Europe occidentale qu'aux IXe siècle et Xe siècle. Sa progression est timide malgré la naissance d'une rente immobilière entre le XIe siècle et XIIe siècle en Allemagne ou en France, incluant maisons-fortes et plus tard châteaux, son évolution est lente, au point que les belles cheminées restent exceptionnelles ou une marque aristocratique au Moyen Âge. Les îles méditerranéennes ne les connaissent véritablement dans leurs habitats communs qu'au XIXe siècle, ainsi la Corse ou les Baléares.
Une première mutation considérable se place entre 1570 et 1640 avec l'installation du bâti en dur généralisé. Si la cheminée se banalise comme solution technique, l'impact de l'habitat est encore plus grand sur le parcellaire et le paysage. L'architecture rurale est surtout marquée par les croissances quasi-continues de l'habitat paysan de 1720-1730 jusqu'aux années 1830-1850, cette évolution ne règle le délicat problème du chauffage pour les plus modestes qu'avec la généralisation du poêle ou fourneau en fonte grise, parfois relié à la cheminée après 1780.

### Préhistoire
Depuis que les hommes ont maîtrisé le feu, ils se sont naturellement réunis autour de petits foyers, en plein air ou sous des abris sommaires, laissant les grottes profondes aux rituels chtoniens.

### Antiquité
Pendant l'Antiquité, les Grecs utilisaient un brasero mobile (nommé
ἐσχάριον / eskhárion) rempli de braises ardentes. Les Romains utilisaient aussi un brasero et, dans les édifices publics ou les riches demeures, un chauffage central par hypocauste.
Puis, pendant la période gallo-romaine, les braseros, source de fumées gênantes, furent abandonnés. La chambre de l'hypocauste fut remplacée par des conduits situés dans le plancher et menant, à partir du four adossé au mur, dans les conduits en tuile situés dans le mur. Peu à peu les habitations furent construites avec une disposition des cheminées qui tenait compte de la structure du bâtiment. Elles sont souvent sur les pignons ou les murs de refend préservant la bâtisse du feu, avec une souche dépassant du toit, une disposition tenant compte des vents dominants pour ne pas refouler la fumée. Suivant le système constructif lié au pays il est fait une mise en système des conduits à fumée depuis le foyer : les conduits sont séparés ou se rejoignent avec une sorte de siphon à un conduit commun. Les cheminées sont placées dans une organisation étudiée des pièces comme le montre le logis seigneurial. En France, les premières cheminées attestées archéologiquement apparaissent à la période gallo-romaine (domus des Bouquets à Périgueux (visibles aujourd'hui dans le musée du site), atelier de potier à la Boissière-École, Chartres) et non à la période médiévale comme on l'a longtemps cru.

### Moyen Âge

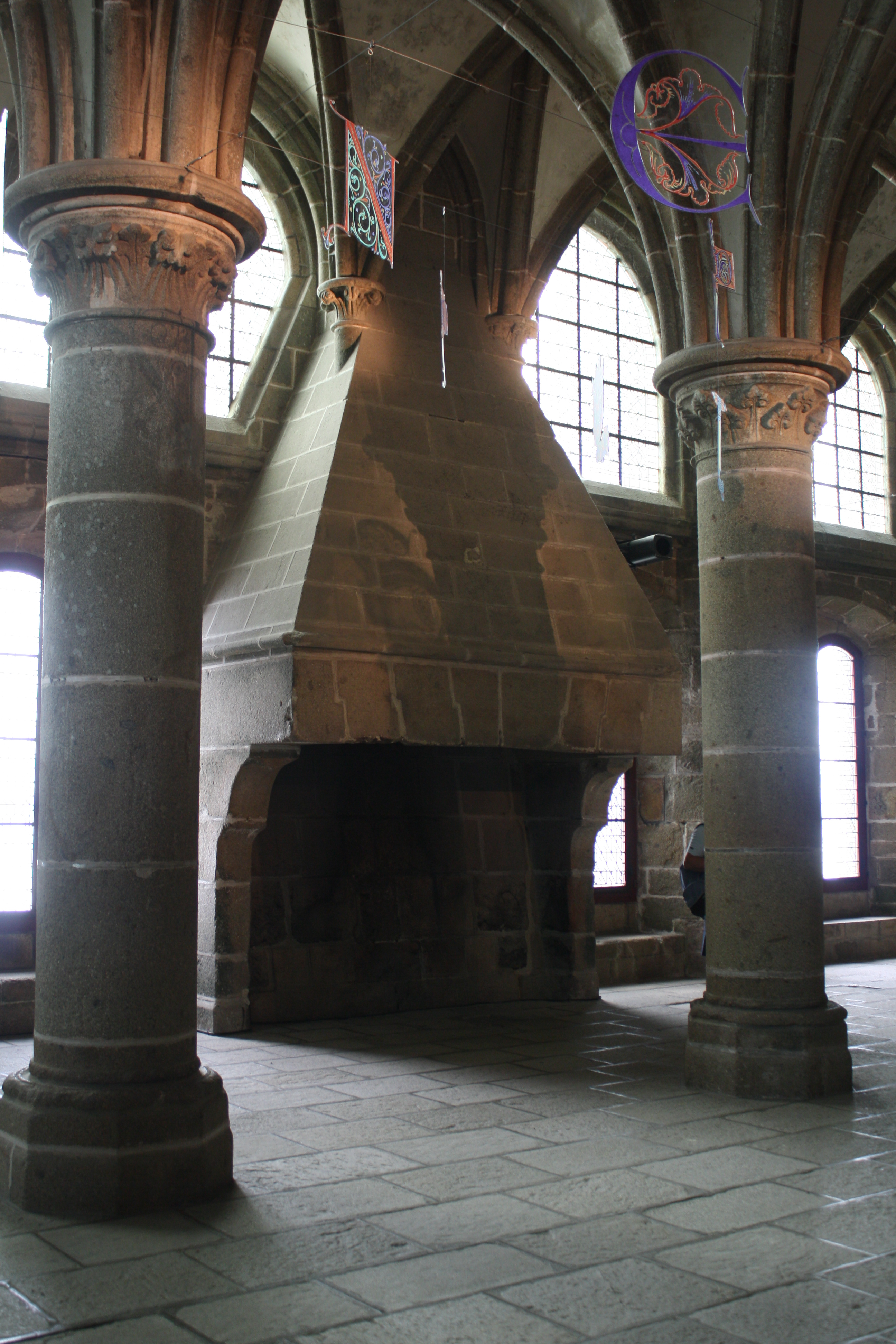
Abbaye du Mont-Saint-Michel. Âtre du Scriptorium, 1225.

La cheminée était au cœur de la vie traditionnelle un lieu de convivialité : cuisine à l'âtre, chauffage. La cheminée est la base du fumoir qui permit de conserver les aliments. Au Moyen Âge dans les demeures bourgeoises la cheminée est autant un local qu'un ustensile aménageant un local, un espace « ouvert » dans une salle. Les déplacements y sont possibles. La cheminée construite comporte des niches dont une niche à sel pour conserver ce produit luxueux. La salle de la maison rurale était dite « chambre à feu », les notaires y commençaient leurs inventaires.
Notons que les premiers recensements pratiques de population sont effectués dans les paroisses par le clergé et les fonctionnaires d'état ou de seigneuries qui dénombrent les feux, c'est-à-dire les foyers fiscaux propriétaires de biens ou de richesses et non les demeures avec des cheminées. Ces feux ou foyers correspondent à nos foyers familiaux imposables et un feu correspond le plus souvent à une moyenne de cinq, bien plus rarement dix personnes. On dénombre ainsi par exemple 1 500 feux à Troyes au XIIIe siècle. Même s'ils peuvent dénoter la richesse d'une ville ou d'une contrée, ceux-ci ne sont pas des recensements démographiques. Il va de soi que les viles abris ou masures des pauvres misérables, insolvables ou endettés ne sont pas comptées.
Les cheminées du début du Moyen Âge sont rares et énormes, tenant presque toute la largeur des salles. On y mettait des bancs pour s’asseoir dessous et les pieds dans un panier en vannerie. Elles étaient dotées d'une simple hotte pyramidale suspendue au-dessus du foyer, puis on les munit d’un chambranle porté sur deux montants appelés jambages ou pieds-droits et d’une frise supportant une tablette horizontale. Pendant l’été, on garnissait l’âtre de verdure. Dans les régions tempérées, la brièveté des jours et les rigueurs de l'hiver faisaient se réunir les communautés villageoises à l'occasion de « veillées », soirées autour d'un feu de bois chez des habitants notables. Les veillées ont toutefois préexisté la plupart du temps à la généralisation des cheminées, la veillée ou "réunion à la veillée" s'explique par l'économie des moyens d'éclairage et accessoirement de chauffage, et non pas la présence impérative d'une cheminée.
Ces moments de la sociabilité ont été retranscrits plus tard par la littérature traditionaliste car ces moments forts permettaient l'échange de nouvelles, l'évocation de contes, pendant que s'effectuaient des travaux de bricolage ou des travaux d'aiguille, avec une poêlée de châtaignes grillées mangées dans certaines régions. Et en ce qui concerne l'image du père Noël entrant dans les maisons par la cheminée, un aspect économique et fortement commercial s'est ajouté à l'aspect social pour sa résurrection au XXe siècle.
Au XIIIe siècle, les cheminées atteignent leur largeur maximale, leur âtre se taille en arc et la forme de la hotte s’arrondit légèrement. Le tirage étant mauvais, les fumées se répandaient dans toute la pièce.

### Époque moderne et contemporaine

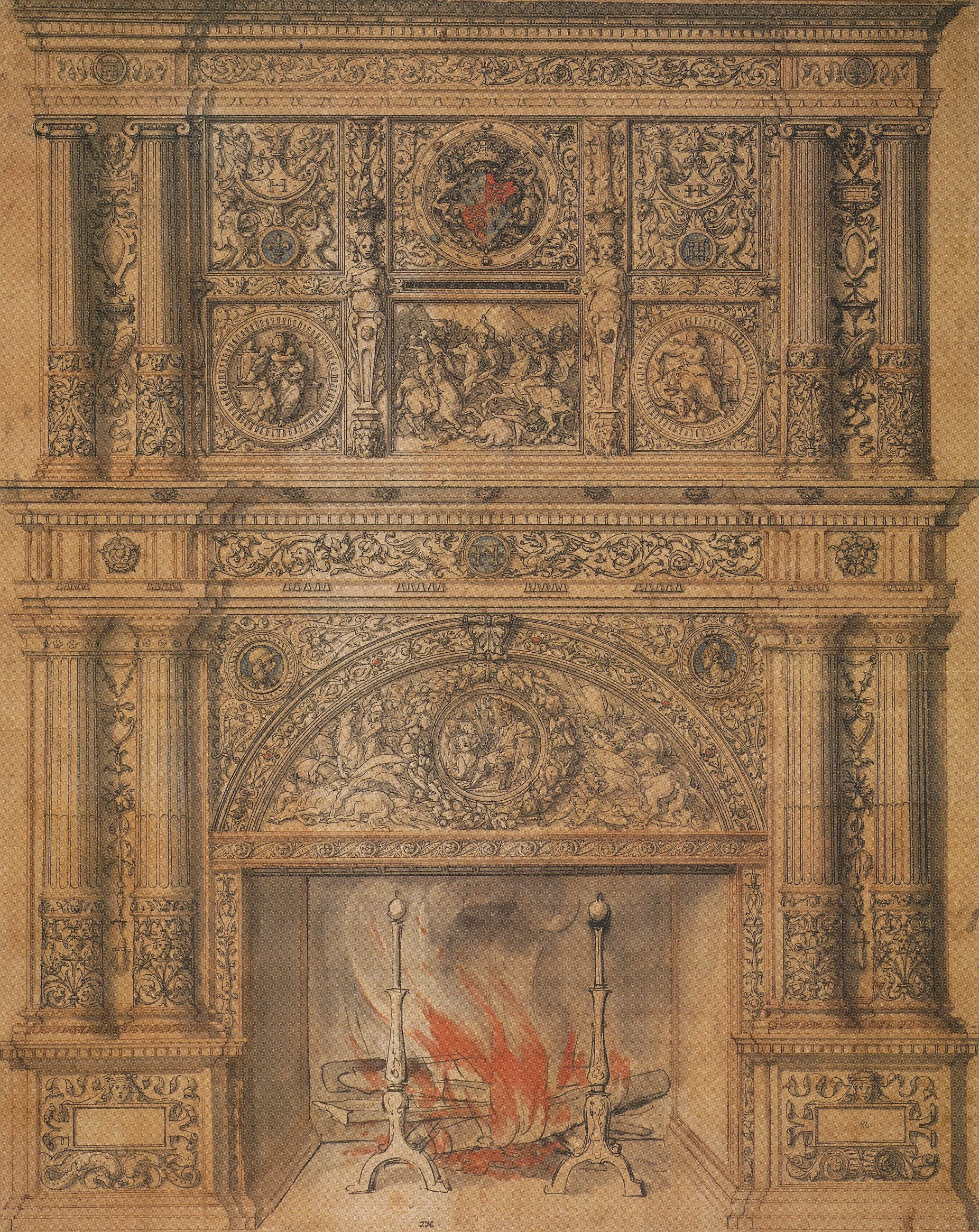
Cheminée dessinée par Hans Holbein le Jeune, début XVIe siècle.

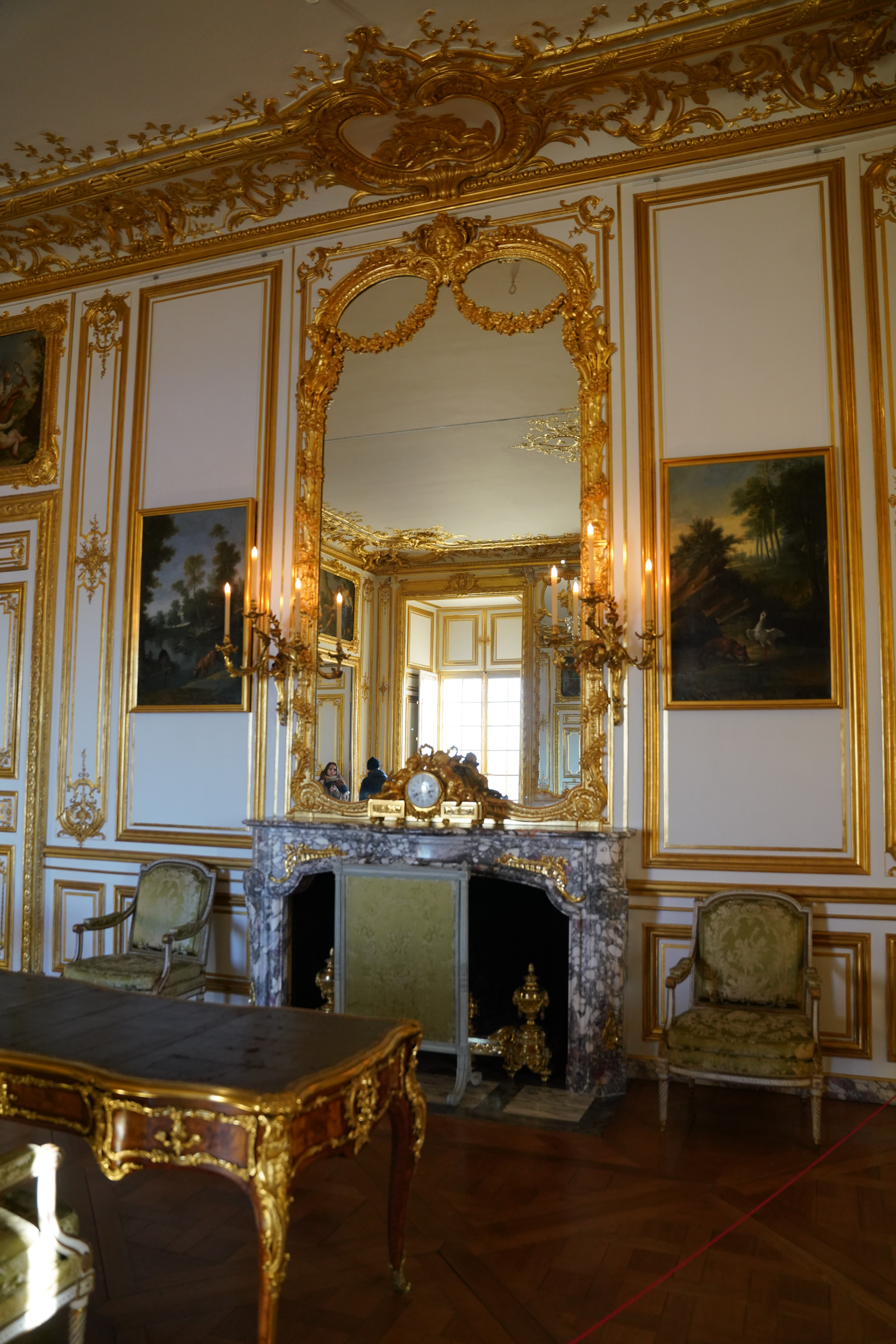
« Cheminée à la française » dans le Cabinet du grand dauphin du château de Versailles. Les accessoires de foyer (grilles de feu dans le foyer, chenets…) s'accordent au reste en adoptant le bronze doré qui remplace le fer forgé. Le revêtement en pierre du sol devant l'âtre permet de protéger le parquet des escarbilles.

À la fin du XVIIe siècle en France apparurent des grandes glaces au dessus des cheminées (telles que celle dans le Grand Salon du Château de Marly) grâce l'invention des glaces coulées. Cette technique fut industrialisée à partir de 1695 dans la Manufacture de Saint-Gobain, ce qui permit d'obtenir des miroirs de grande taille, sans parcloses. Cette technique trouva un emploi particulier dans les cheminées de glace, sans retable, d'où le développement du modèle de la « cheminée à la française » (connue aussi sous l'appellation « à la Royale » ou « à la Mansart ») caractérisé par un âtre à bordure moulurée, surmonté d'un trumeau habillé d'un miroir jusqu'à la hauteur de la corniche. Ce modèle que seuls les gens aisés pouvaient s'offrir, donna naissance à toute une série d'objets en bronze doré (pendule et candélabres formant garniture de cheminée sur la tablette, appliques avec bras de lumière de part et d'autre du miroir).
À la fin du XVIIIe siècle on améliora leur rendement. On put donc considérablement diminuer la largeur et la hauteur des âtres. La cheminée se généralisa comme un élément de luxe (le Château de Chambord en possède 365). En 1783, des subdélégués font remarquer lors d'enquêtes sur la consommation du bois que les habitants aisés des villes ne se contentent plus d'une cheminée unique dans leur logement mais en utilisent dans plusieurs appartements (partie d'étage ou étages complets attribués à une personne, à un type de séjour dans un immeuble), augmentant d'autant les besoins en bois de chauffage, ce qui contribuait à la déforestation, suscitant le problème dans la construction de se procurer des pièces massives de charpente. De plus le rendement était toujours faible, ce qui amena l’usage du calorifère.
Puis au XIXe siècle s'étendit (depuis l'Angleterre) l'usage du charbon de terre, la houille, en remplacement du bois comme combustible. Cela fit passer l’équipement de la maison de l'âtre ouvert au fourneau successeur du luxueux « potager » des grandes demeures par l'introduction des plaques de fonte vers 1850 et au poêle fermé brûlant du charbon avec évacuation des gaz et vapeurs nocives vers la cheminée refermée par un tuyau.
Le système de récupération de la chaleur ponctuelle du foyer de la cheminée et de sa répartition dans les pièces des immeubles a commencé à être développé communément au début du XXe siècle et il est l’ancêtre du chauffage central qui a beaucoup bénéficié de la mise au point des chaudières dans la période du fioul économique.
Dans les régions tempérées ou froides, le « feu de bois » est un élément de confort mais aussi d'agrément. Le charme des toits à cheminées dont le couronnement est éclectique a été véhiculé dans l’art populaire façon Mimi Pinson à la Belle époque et par la suite. Dans l'habitat la cheminée d'appartement disparue après la deuxième guerre mondiale reste un signe de qualité de vie, lorsqu'il ne s'agit pas de chauffage collectif au fioul et hors de son image due aux crématoriums installés dans les cimetières et hôpitaux depuis le XIXe siècle, et des fours crématoires nazi du milieu du XXe siècle. Son image positive à la fin du XXe siècle a généré par exemple les éléments de décor architectural que sont les cheminées électriques sans aucun combustible. Une demande de cheminée a été rétablie par la clientèle du pavillonnaire sur la fin du XXe siècle. La promotion immobilière en place a quelquefois, en argument commercial, aménagé au dernier étage, étage de luxe des immeubles de ville, des cheminées d’agrément, dont la technique est approximative. La réhabilitation commune des valeurs de la nature en ce début du XXIe siècle, la « politique du développement durable », avec une incitation due à un crédit fiscal en France favorise l'implantation cheminées à bois labellisées Flamme Verte. L’esthétique du feu visible est fournie aussi bien pour des inserts mis dans des murs aménagés que pour les foyers disposés au centre de la pièce, mais plus dans les systèmes à haut rendement.

## Typologie

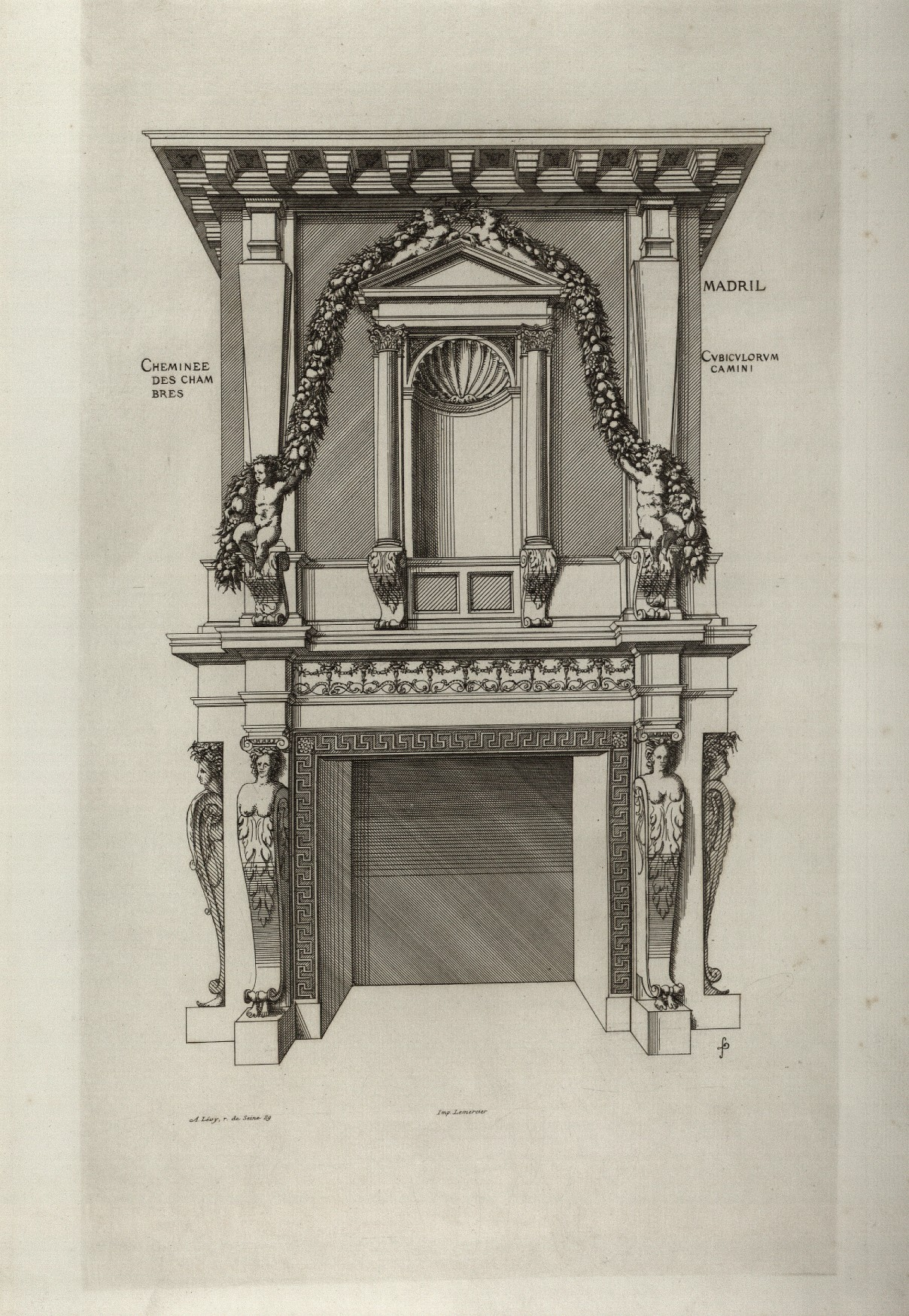
Cheminée de chambre du château de Madrid (France).
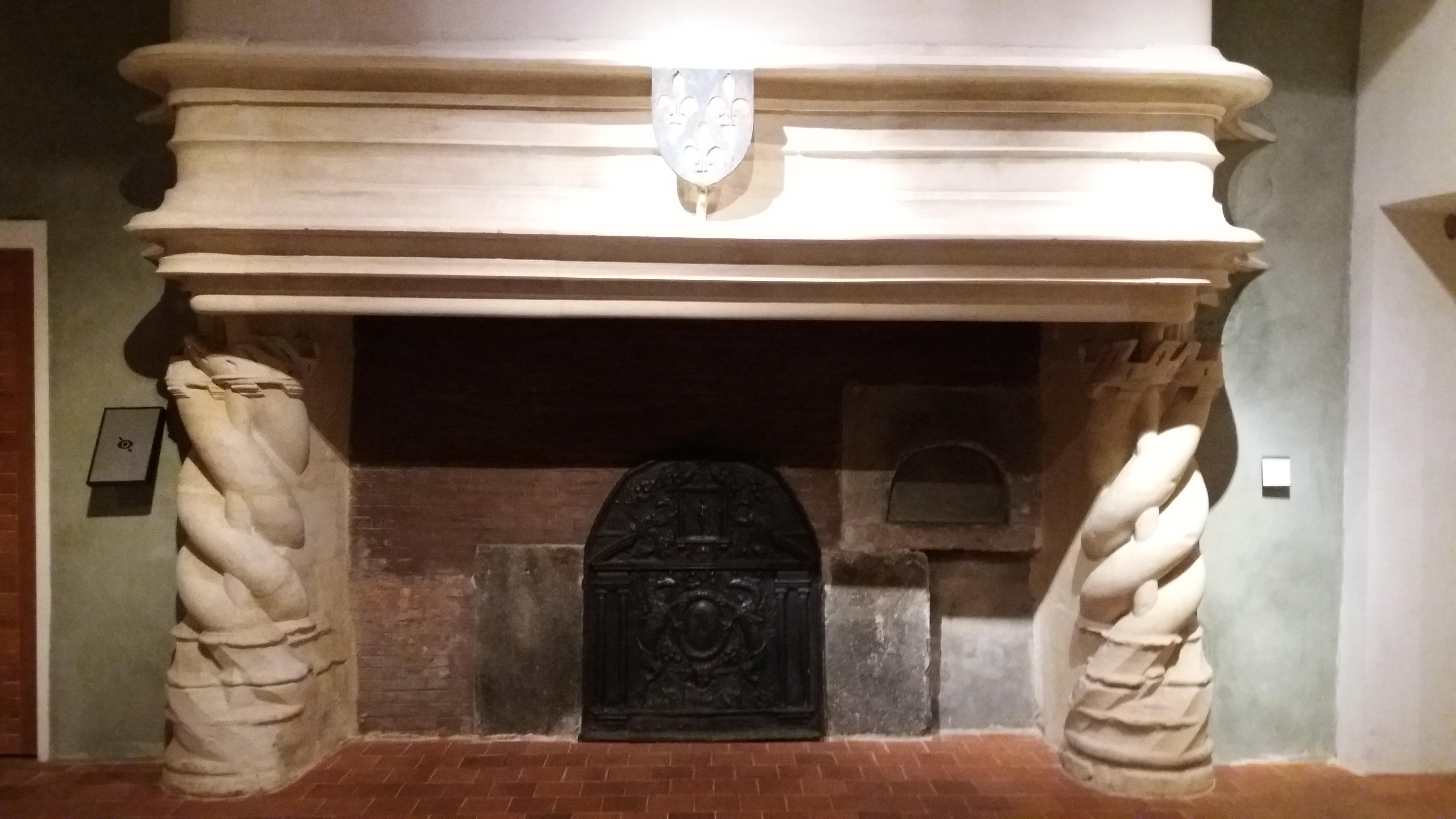
Cheminée monumentale, Hôtel Gadagne, Lyon (France)
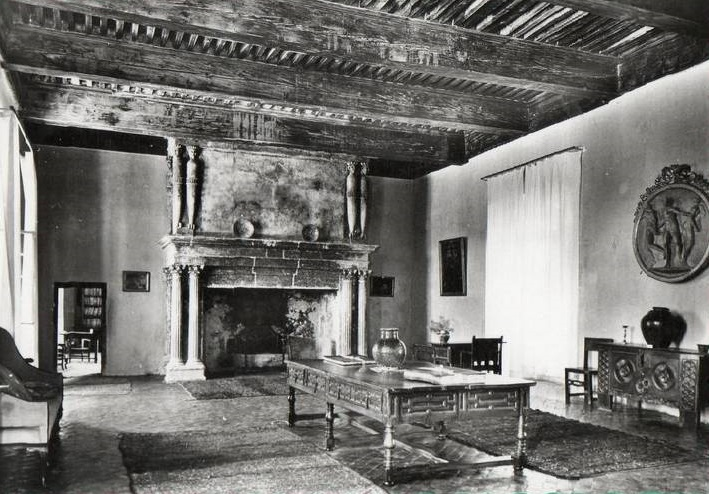
Cheminée du château de Lourmarin, Vaucluse (France)
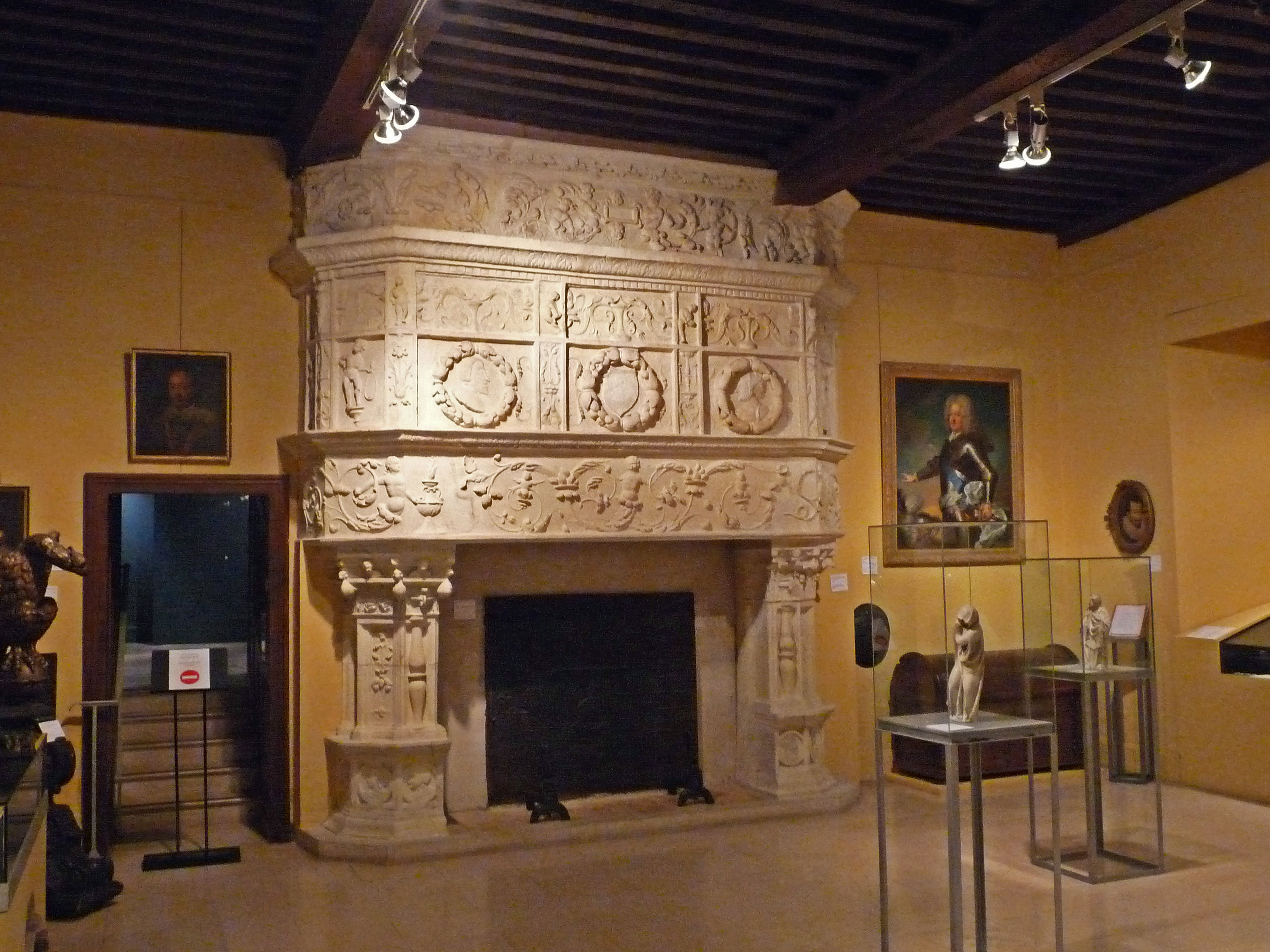
Château des ducs de Bar, Bar-le-Duc (Meuse, France)

### Cheminées ornementales d’appartement
La cheminée à foyer ouvert classique est aussi appelée cheminée capucine. Le foyer peut être surmonté d’une paillasse. Le manteau, ces plaques ornementales en portique encadrant de face le foyer, ou le faux-manteau, ces plaques en console, donnent le style architectural. Les matériaux qui les bâtissent résistent à cet usage particulier, par exemple le Liais - calcaire à grain fin de Meuse et Bourgogne. Un tablier métallique à glissière ou rideau referme le foyer classique lorsqu’il n’y a pas de feu actif pour éviter saleté et courants d’air. La trappe de régulation de tirage dans le conduit, maniée avec une clef dépassant de la hotte permet aussi la fermeture du tirage. Les foyers modernes d’appartement sont à foyer fermé qui peut comporter un système de radiateurs à eau ou de buses de répartition dans les pièces d’air chaud produit par le foyer. L’insert est à la base un foyer fermé ajusté dans des foyers de cheminées historiques. Le registre de réglage manuel du tirage a précédé le stabilisateur, volet automatique de réglage qui règle le tirage à combustible solide. Le fond de l'âtre (le contre-cœur), la crémaillère, les chenets, le pare-feu, et le petit matériel utile (par exemple le serviteur pour feux-ouverts) sont les éléments du décor en fonte moulée ou en ferronnerie (d'art).
- cheminée engagée
- Florentine
- Louis XIV, Louis XV, Louis XVI
- Napoléon
- Empire

## Propriétés

### Rendement
Les cheminées ouvertes sont un moyen de chauffage des plus médiocres. Au XIXe siècle, l'air réchauffé était aussitôt aspiré par la cheminée. La cheminée ne chauffait, dès lors, que par rayonnement. Un foyer ordinaire d'appartement pouvait déterminer par son tirage une évacuation de 800  à   1 000 mètres3 d'air par heure et, malheureusement, c'était là le rôle principal des cheminées: la ventilation. En effet cette évacuation d'air à l'extérieur et par conséquent le refroidissement des pièces était d'autant plus important que le chauffage fonctionnait avec plus d'activité. Rarement les prises d'air extérieur, ajoutées dans des systèmes de tuyaux plus ou moins contournés, furent suffisantes pour alimenter la combustion et remplacer l'air ascendant du tuyau de fumée. C'étaient toujours les portes et les fenêtres qui venaient donner le complément d'air indispensable. Eugène Péclet, à qui l'on doit un Traité de la chaleur considérée dans son application dit un jour: « Les architectes comprennent si mal les principes de l'application du calorique que la place la plus chaude d'une maison se trouve sur les toits ». Un autre attirait l'attention sur la perte de temps nécessaire pour allumer plusieurs fois par jour les centaines de milliers de cheminées des villes, les quantités d'espaces incommensurables de caves et de greniers pour le stockage du bois ainsi que le coût du transports du bois, les dégradations que cause la fumée et ce qu'on a dépensé pour la construction des cheminées, etc..
Les cheminées à foyer fermé offrent quant à elles des rendements proches de ceux des poêles, avec des niveaux élevés pour les appareils à double combustion. En matière de crédits d'impôts, les mêmes règles s'appliquent pour les cheminées ouvertes: le rendement doit être supérieur à 70 %.

### Sécurité

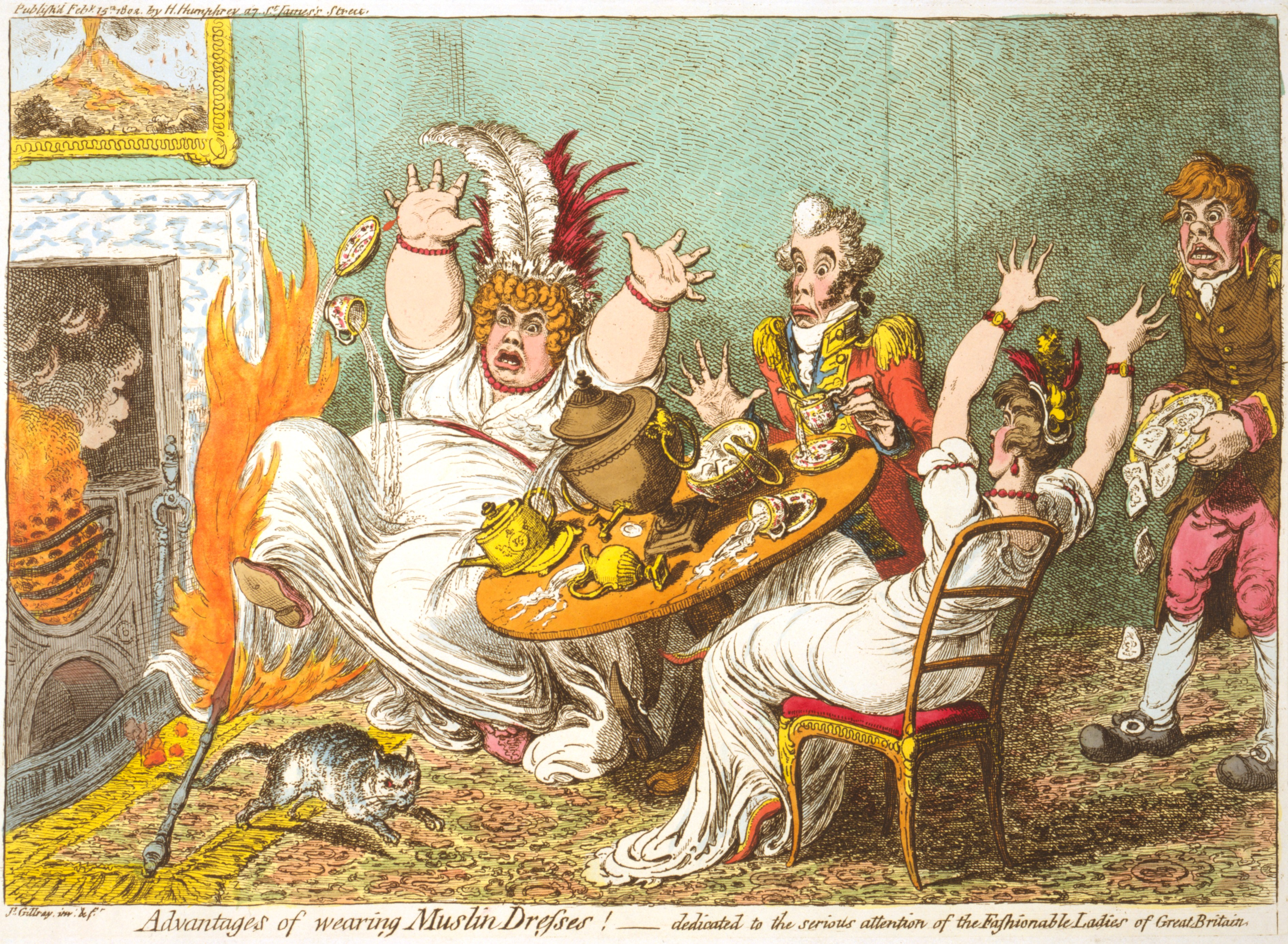
Embrasement d'une robe - Angleterre.

Tant au niveau de la conception et entretien du conduit que de la disposition et usage du foyer, les cheminées présentent différents risques majeurs pour les habitants et le bâtiment : asphyxie, incendie et brûlures plus ou moins graves. C'est pourquoi des normes strictes s'appliquent pour la fabrication et l'installation de conduits et d'appareils de chauffage au bois[Lesquelles ?].
En plus du respect des normes en vigueur, les installations doivent être conçues pour éviter les pièges à calories qui, faute d'une ventilation suffisante autour du conduit, sont également des causes d'incendies.

### Toxicité des fumées de cheminée à usage domestique

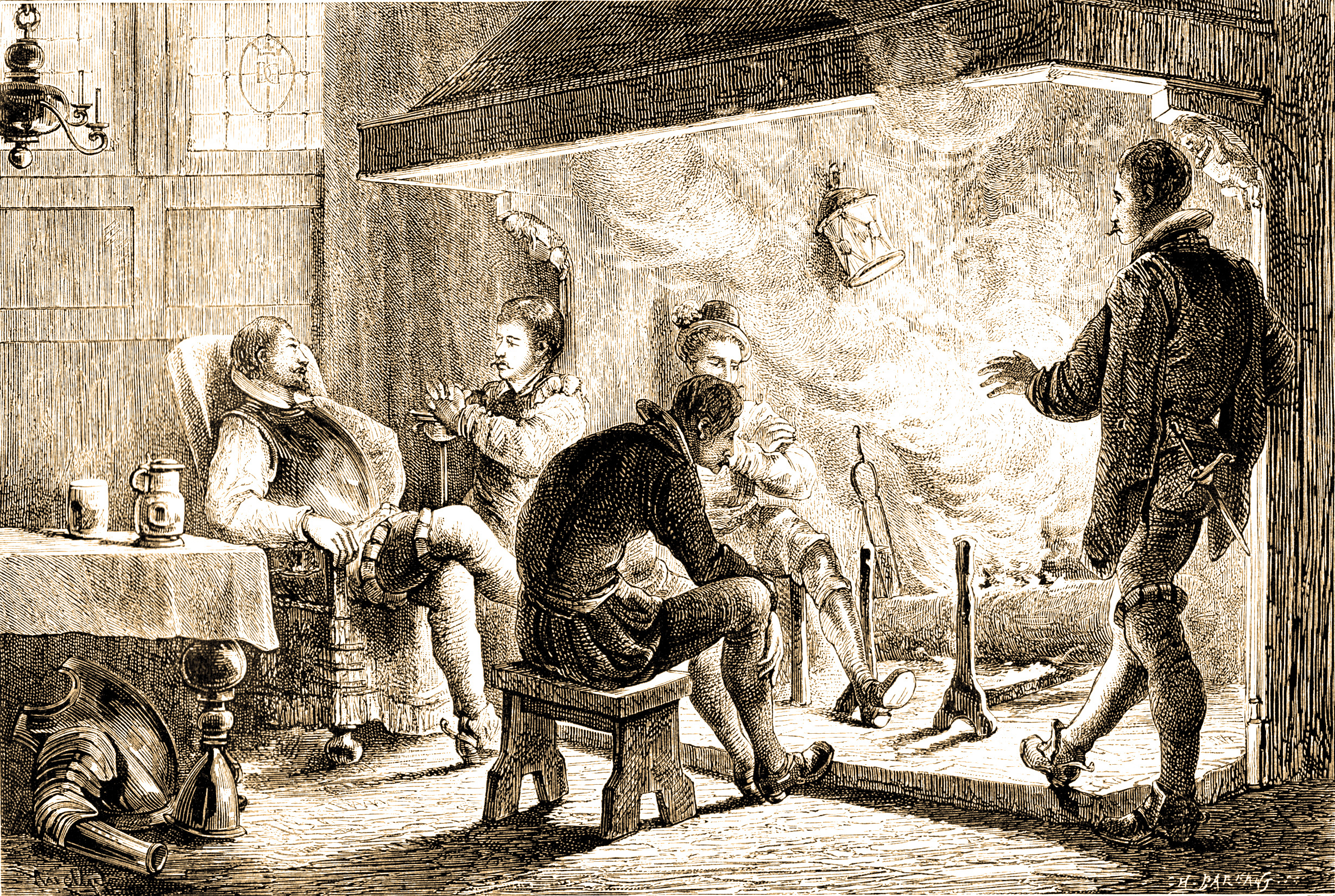
Cheminée médiévale refoulant.

La toxicité des fumées et des gaz émis par une cheminées sont connus :
- Une demi-journée au coin du feu émet autant de particules fines qu’une voiture Diesel qui roule pendant 3 500 km. Même un poêle certifié EPA (norme USA) fonctionnant 60 heures émet autant de particules qu’un moteur d’une voiture de moyenne cylindrée parcourant 18 000 km[9],[10].
- Il n'y a pas de niveau à partir duquel les fumées de bois peuvent être bonnes, ou inoffensives à respirer. Les fumées sont aussi mauvaises que celle des cigarettes, et probablement largement pires (l’étude ci-dessous montre qu’elles produisent trente fois plus de particules cancérigènes[11],[10],[12]).
- La fumée d’un feu de bois ordinaire contient des centaines de composés connus pour être cancérigènes, mutagènes, tératogènes, et irritants pour le système respiratoire. La plupart des particules générées par la combustion du bois sont plus petites que le micron : une taille qu’on suspecte être extrêmement dangereuse pour nos poumons. Ces particules sont tellement fines qu’elles échappent à nos défenses mucociliaires et peuvent se rendre directement dans la circulation sanguine, ce qui pose un risque pour le cœur. La taille de ces particules fait qu’elles résistent aussi au phénomène de décantation gravitationnelle, et peuvent donc rester dans l’air pendant des semaines après l'extinction du feu[10].
- Puisqu’aucune législation n’encadre les feux en France (cheminée en hiver, barbecue en été), et que les feux sont beaucoup plus fréquents dans les villages, le nombre de particules cancérigènes flottant dans l’air dans les rues bordant les foyers ouverts dépasse souvent celui de grandes agglomérations[réf. nécessaire]. Les risques de cancer (entre autres) sont donc aussi importants en ville qu’en campagne[10].
- Les foyers ouverts sont aussi responsables d’une augmentation de la pollution de l’air à l’intérieur des appartements. Elle s’installe même dans des pièces qui ne sont pas sous l’influence directe du foyer ouvert, et elles perdurent longtemps après l’arrêt de l’appareil de combustion[13].
- Une fois qu’elles ont quitté la cheminée, les gaz toxiques (le benzène par exemple) et les particules qui composent la fumée passent librement dans l'habitation et les habitations voisines. (Des études[Lesquelles ?] montrent que près de 70 % de la fumée d’une cheminée rentre dans les bâtiments voisins). Les enfants qui vivent dans des maisons avec des cheminées actives ou des poêles à bois, ou dans les zones où la combustion du bois est commune, souffrent d’une incidence plus élevée d’asthme, de toux, bronchite, de réveils nocturnes, et de fonction pulmonaire compromise. Chez les adultes, la combustion du bois est associée à des visites plus fréquentes dans les salles d’urgence et à des hospitalisations pour maladies respiratoires, avec une mortalité accrue de crises cardiaques. L’inhalation de la fumée de bois, même à des niveaux relativement faibles, modifie les fonctions immunitaires pulmonaires, conduisant à une plus grande sensibilité aux rhumes, grippes et autres infections respiratoires. Tous ces effets sont supportés de manière disproportionnée par les enfants et les personnes âgées[14] ;
- Lorsqu’il est brûlé en foyer ouvert, le bois est une source d’énergie extrêmement sale puisqu’il ne permet pas un chauffage efficace et génère beaucoup plus d’émissions toxiques que le gaz ou même le fioul. (L’utilisation de technologie adéquate augmente le rendement, et réduit en partie les émissions de particules)[15] ;
- En Île-de-France, le chauffage au bois est responsable de 84 % des émissions de PM 2,5 alors qu’il ne représente que 5 % de l’ensemble des combustibles utilisés pour le chauffage résidentiel[16] alors que le gaz naturel, qui représente 80 % des combustibles du chauffage résidentiel, en émet moins de 3 %[réf. nécessaire]. Les feux de bois contribuent à hauteur de 23 % aux émissions totales de PM10 en Île-de-France, soit autant que l’échappement des véhicules routiers[9].
- La pollution de l’air cause 2 millions de décès chaque année. 100 000 décès et 725 000 années de vies perdues par an seraient attribuables à l’exposition aux particules fines[réf. nécessaire]. (Les deux principales causes sont le Diesel et la combustion du bois)[17].

### Législation dans le monde (encadrement et bannissement)
Les feux de cheminée sont déjà sévèrement règlementés, voire bannis dans certains endroits notamment aux États-Unis (une législation plus sévère sera mise en place en 2015, le mouvement "wood-burning ban" est adopté par de plus en plus de régions) dans la plupart des pays d'Europe du Nord (au Royaume-Uni,, ou en Allemagne, par exemple). Le Québec est en train de placer une nouvelle régulation pour interdire les cheminées dans les nouvelles installations, elles sont déjà interdites dans la ville de Montréal.

### Paris et sa région
Jusqu'au 1er janvier 2015, les particuliers peuvent effectivement allumer leur cheminée dès lors qu'ils respectent certaines conditions. L'une des conditions est que le feu ouvert ou l'insert ne doit pas constituer la source principale de chauffage du logement. Généralement, les particuliers l'utilisent en complément au chauffage électrique. La loi dispose que le ramonage doit être effectué deux fois par an de façon exclusivement mécanique. En effet, l'utilisation de produits chimiques est interdite.
Par arrêté préfectoral pris en 2013 dans le cadre d'un Plan de protection de l'atmosphère, la combustion du bois dans des foyers ouverts pourrait être totalement interdite dans la commune de Paris et la combustion par foyer ouvert est interdite dans les communes d'une zone déclarée « sensible » de la région Île-de-France, à partir du 1er janvier 2015,.
Cette mesure, qui devait toucher Paris et 435 communes d'Île-de-France, a été jugée comme ridicule par la Ministre de l'Écologie, Ségolène Royal, lors d'une émission télévisée le 9 décembre 2014. Celle-ci a déclaré dans la foulée vouloir revenir sur cette mesure. Cette déclaration a été suivie d'effets : le préfet de Paris a pris un arrêté annulant l'interdiction des feux de cheminée à Paris.
L'interdiction visant les foyers ouverts dans les « zones sensibles » et/ou les plans de protection de l'atmosphère est pourtant inscrite dans la « Mise en œuvre locale du plan particules » du ministère de l'écologie, page 8 :
- Pour les installations neuves, voire les reventes immobilières : interdiction d’installer (ou de renouveler) des foyers ouverts ;
- Pour l’existant : interdiction de la combustion du bois en foyer ouvert, même à des fins d’agrément.

Bien que le contrôle des utilisateurs soit quasiment impossible, la seconde mesure « permet de faire de la pédagogie et de l'éducation à la protection de l'environnement ».
Par un jugement du 2 juillet 2015, le tribunal administratif de Paris a annulé l'arrêté interpréfectoral du 21 janvier 2015 qui autorisait les feux de cheminée en Île-de-France. Les foyers ouverts sont donc à nouveau interdits dans cette région « pour limiter les émissions polluantes résidentielles dues à la combustion de bois de chauffage ».

## Dans la culture
La cheminée est le support de rituels et de croyances, en particulier liés à des fêtes. C'est le lieu où s'installaient les conteurs des diverses traditions paysannes ou urbaines. Un conte comme cendrillon peut être lu comme une description, transformée ou transcendée par l'imaginaire, de cet espace du foyer entre cendre et fumée, et de ses principales fonctions.

Cheminées liées à la culture
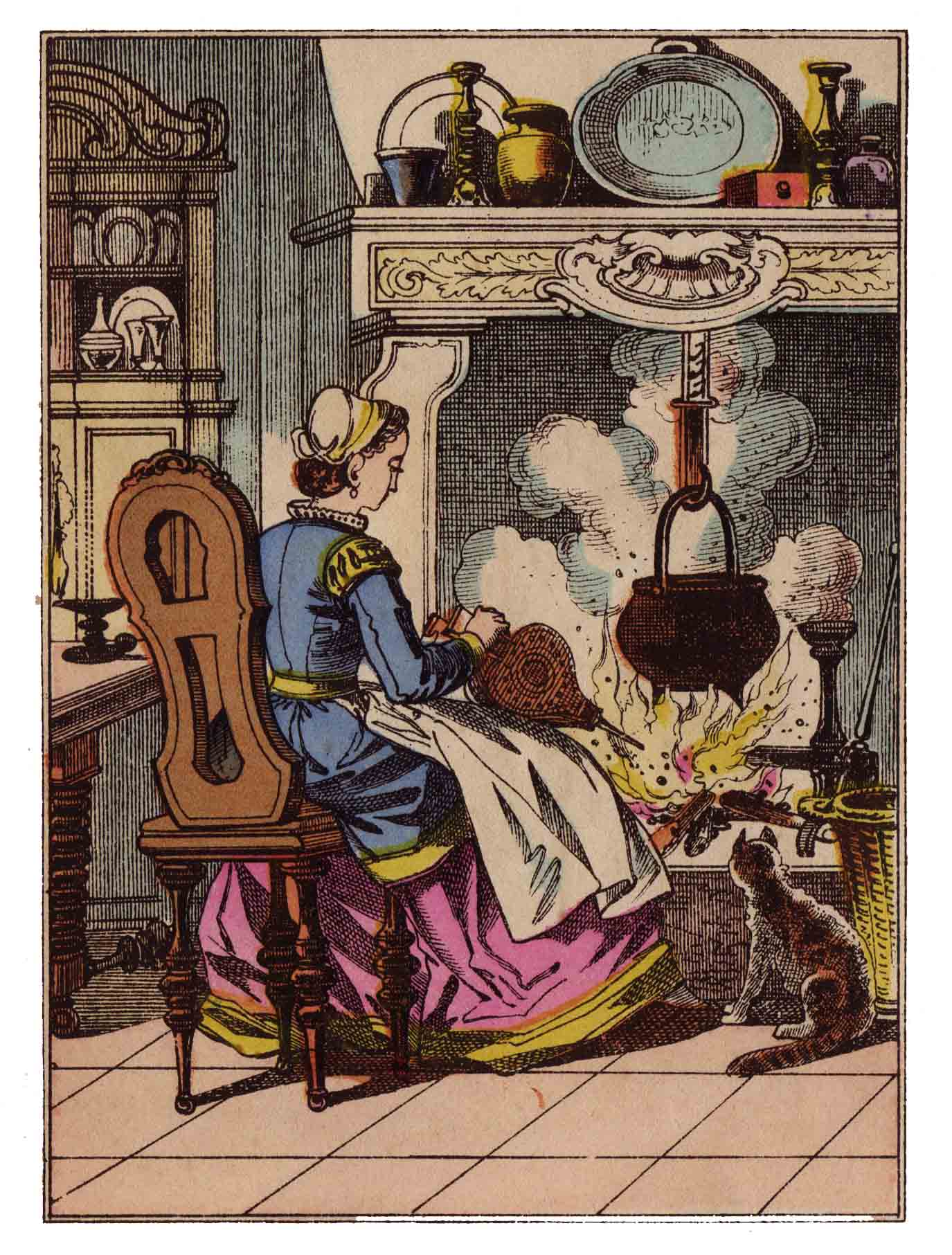
Image d'Épinal représentant Cendrillon privée des réjouissances de ses sœurs.
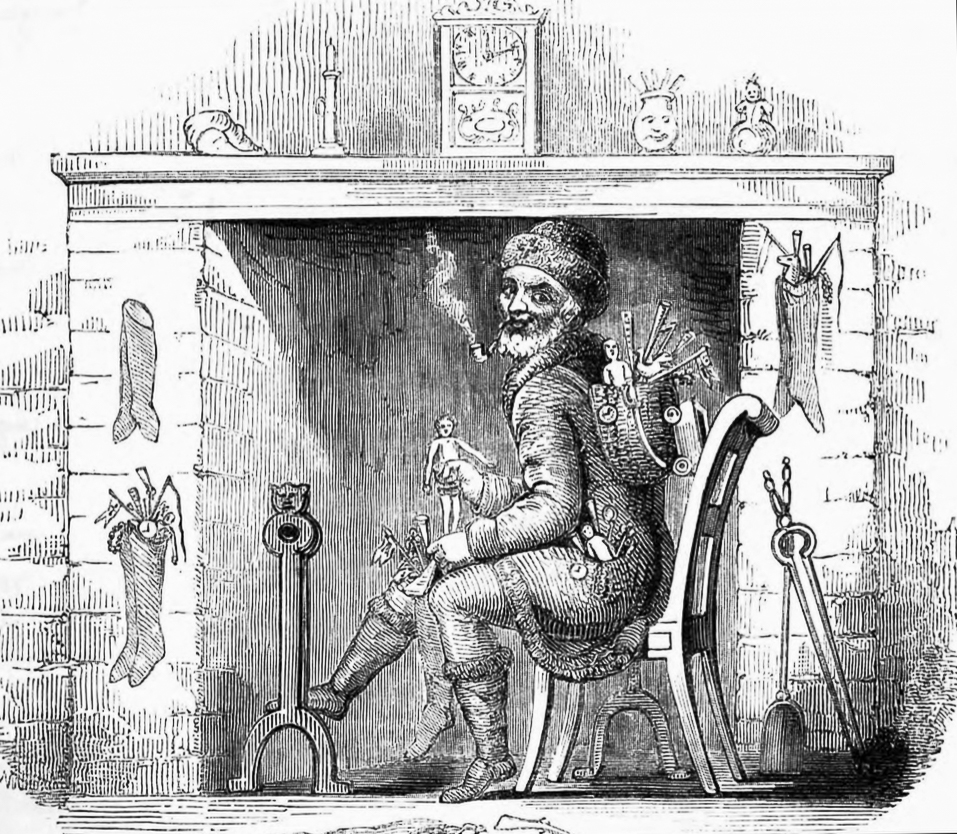
Santa Claus tel le père Noël apportant des cadeaux aux enfants au mois de décembre (journal de 1848).